# The Other Side (Stargate SG-1)
The Other Side (El Otro Lado) es el segundo episodio de la cuarta temporada de la serie de televisión de ciencia ficción Stargate SG-1, y el sexagésimo octavo capítulo de toda la serie. 

## Trama
Por primera vez en la historia del SGC, humanos de otro mundo han marcado a la Tierra, su antiguo hogar, sin haber entrado antes en contacto con los Tau'ri. Después de unos problemas de interferencia, el SGC eventualmente hace contacto. Su planeta se llama Euronda, y solicitan ayuda para defenderse de un imparable e innombrable enemigo. El SG-1 entonces viaja allá a negociar. Al llegar se encuentran con Alar, el líder eurondano, quien por cierto parece no estar feliz con la presencia de Teal'c. Pronto descubren que los eurondanos poseen una avanzada tecnología, pero que la guerra ha envenenado la atmósfera y ahora están rodeados y viven bajo tierra. 
El equipo logra negociar acceso a la tecnología Eurondan de escudos, fuentes de energías, naves de combate a control mental y medicinas a cambio de agua pesada, sustancia que los eurondanos usan para activar sus generadores de fusión. Dicen que con suficiente agua pesada podrían incluso lanzar un contraataque y acabar la guerra. Con todo, Daniel cree que ellos ocultan algo. Le extraña, y molesta, el hecho de que los Eurondans a pesar de que pueden buscar otro mundo por el Portal, insistan en quedarse y continuar la guerra. También tiene sospechas por el hecho de que parecen ocultar la identidad de su enemigo. Estas dudas, sin embargo, no son compartidas con O'Neill, aunque sí un poco por Carter y Teal'c. A pesar de las insistencias de Daniel, Jack no quiere investigar más, principalmente por el hecho de que los eurondanos poseen muchas tecnologías que la Tierra necesita para defenderse de los Goa'uld. 
No obstante, la postura de O'Neill cambia, cuando Alar le pide que Teal’c no vuelva porque "no es un semejante". Esta sutil discriminación provoca que Jack reaccione pidiendo a Daniel que investigue más y retrasando el envío de agua pesada. Daniel descubre que los eurondanos llaman a sus enemigos, los "Procreadores". Fueron llamados así porque se reproducen sin respeto por la "pureza genética". Mientras tanto, O'Neill y Teal'c descubren que los eurondanos provienen del mismo fenotipo, y se reproducían mediante clonación para asegurar la pureza genética de su gente. Cuando Daniel se encuentra con Jack le hace saber que descubrió que los eurondanos empezaron la guerra, y cuando los bombarderos enemigos atacan la base, el coronel y Teal'c ofrecen ayudar manejando mentalmente, las aeronaves eurondanas.
Luego Daniel revela a Carter que los eurondanos iniciaron la guerra para imponer su idea de "pureza" racial. A su vez, ella dice que dedujo por la estructura del complejo, que este fue construido antes de la guerra para resguardarse mientras envenenaban la atmósfera para matar a todos aquellos que no aceptaran sus creencias de reproducción. Ahora, ante tal evidente genocidio el SG-1 decide no ayudar más, pero son amenazados. En ese momento, O’Neill y Teal'c comienzan a disparar contra los propios cazas eurondanos, protegiendo así a los bombarderos "Procreadores". En la confusión, Carter y Daniel vencen a los guardias, y luego de que Jack estrelle una de las naves contra el complejo, el equipo escapa hacia el Portal, mientras toda la base se derrumba.
O’Neill le dice a Alar que no los siga, cuando este les ofrece enseñarles su tecnología a cambio de su vida. El equipo vuelve entonces a la Tierra y Jack ordena cerrar el Iris, registrándose poco después un leve impacto, que se supone fue Alar al intentar seguir al SG-1.

## Artistas invitados
- Rene Auberjonois como Alar
- Anne Marie Loder como Farrell
- Gary Jones como Walter Harriman.
- Dan Shea como el Sargento Siler.
- Stephen Park como controlador.
- Kyle Cassie como soldado Eurondan.